# Richard Fall
Richard Fall (Jevícko, 3 de abril de 1882 - Auschwitz, 15 de enero de 1945) fue un director de orquesta y compositor checoaustriaco de operetas, de ascendencia judía.

## Vida
Richard Fall nació en la aldea de Jevíčko (rebautizada Gewitsch, en alemán), a 16 km al norte de la localidad de Boskovice, en el distrito de Blansko, en la región de Moravia Meridional, que actualmente se encuentra dentro de la República Checa, pero que entonces estaba invadida por el Imperio austriaco, unos 260 km al este de Praga. Su madre se llamaba Flora Fall.
Richard aprendió música con su padre Moritz Fall (5 de agosto de 1848 - Viena, 22 de julio de 1922), director de bandas militares y compositor checo.
Sus dos hermanos mayores eran músicos:
- Leo Fall (1873-1925), el más famoso de la familia. Compuso principalmente operetas; varias de ellas obtuvieron el éxito internacional. Falleció de cáncer.

- Siegfried Fall (Olomouc, 10 de noviembre de 1877- Terezín, 10 de abril de 1943), que estudió con Max Bruch y compuso óperas y canciones. Se ganaba la vida haciendo las transcripciones para piano de las exitosas operetas de su hermano Leo (1873-1925). Fue asesinado por los nazis en el campo de concentración de Terezín, 60 km al norte de Praga).[3][1]

Cuando Richard era niño, su padre se estableció en Berlín (Alemania), y los hermanos estudiaron en el conservatorio Sociedad de Amigos de la Música, en Viena.
Después de unos años de estudio, Richard y sus hermanos se reunieron con su padre en Berlín. Richard siguió estudiando en esa ciudad.
En 1906, su hermano Leo ―después de trabajar en Berlín, Hamburgo y Colonia (Alemania)― se estableció en Viena.
Richard Fall trabajó como director de operetas en Berlín y en Viena.
Su hermano Leo le hizo dirigir los estrenos de varias de sus populares obras.
Aunque era un poco más modernista que Leo ―asimiló elementos del jazz y de las disonancias modernistas de vanguardia― también compuso su cuota de canciones sencillas y populares (música bailable y una docena de óperas ligeras y música de revista).
Su letrista más famoso fue Fritz Löhner-Beda.
Con él produjo sus mejores obras: las operetas The Globetrotter (1915) y The Lady of the World (1917), y las exitosas canciones
«Was machst du mit dem Knie, lieber Hans» (‘¿qué me estás haciendo en la rodilla, querido Hans?’),
«Querida Catherine»,
«Mi tía, tu tía» y
«¿Dónde quedó tu cabello, August?».
En 1925, su hermano Leo falleció de cáncer en Viena a los 52 años, y fue enterrado en la sección judía del cementerio Viena Zentralfriedhof.
En 1929, Richard consiguió un contrato con Fox Films ―empresa cinematográfica de Hollywood (California)―, aunque siguió trabajando desde Europa.
Fall escribió la música de la película Lilliom (1930, del director Frank Borzage), que fue una banda de sonido pionera a principios de la era del cine sonoro, subrayando continuamente las escenas dramáticas, bastante antes de que Max Steiner la volviera una práctica estándar desde King Kong (1933) en adelante. Sus otros créditos en el cine incluyen Melody of the heart (1929), Man trouble (1930), East Lynne (1931), Yearning 202 (1932) y A girl and a million (1932).
En 1938, cuando el Tercer Reich se anexó Austria, Richard huyó a Niza (en el sur de Francia), donde vivió cinco años ocultándose de los nazis.
Una fuente asegura que se exilió tres años en Hollywood (Estados Unidos), pero resulta extraño que no haya aparecido en los créditos como compositor de música de ninguna película en esos años.
Richard estaba casado con Else Fall.
Tenían una hija, Kitty Barta (apellido de soltera: Fall), que se exilió posiblemente en Reino Unido y se casó.
El 23 de enero de 1943, su hermano Siegfried fue deportado al campo de concentración de Theresienstadt, donde fue asesinado el 10 de abril de 1943.
El 17 de noviembre de 1943 Richard fue arrestado en Niza por ser judío. Su esposa Else Fall posiblemente fue asesinada en un tiroteo en el mercado de Niza.
Tres días después (20 de noviembre de 1943) Richard fue enviado a París.
Fue encarcelado en el campo de tránsito de Drancý (un suburbio a 12 km del centro de París).
Entre el 22 de junio de 1942 y el 31 de julio de 1944, el campo de internamiento de Drancý fue utilizado como campo de tránsito.
Muchos intelectuales judíos fueron también encerrados en Drancý:
Max Jacob (quien murió allí antes de ser deportado),
Tristan Bernard, y
el coreógrafo René Blum.
El 20 de noviembre de 1943, Richard Fall fue deportado desde París al campo de concentración de Auschwitz-Birkenau.
En esos dos años, unos 67 400 judíos franceses, polacos y alemanes ―que incluían a más de 6000 niños y niñas― fueron deportados en 64 viajes ferroviarios hacia Auschwitz (Polonia), donde fueron asesinados.
Otros 3000 fueron enviados a Sobibor, donde fueron todos asesinados.
El 17 de agosto de 1944 los aliados liberaron el campo de París, pero solo quedaban 1542 judíos presos.
Richard Fall estuvo 14 meses en el campo de concentración de Auschwitz. En el caos de la evacuación del campo en enero de 1945, Fall desapareció. En la última semana antes de la liberación del campo (el 27 de enero de 1945), los militares nazis trataron de llevarse los últimos 60 000 judíos presos en las llamadas «marchas de la muerte». Lo más posible es que Richard Fall haya sido ejecutado en los bosques, ya que era demasiado mayor ―tenía 62 años― para realizar esa larga marcha hacia el oeste, huyendo de los rusos.
Su hija Kitty (Fall) Barta tuvo dos hijos: Peter Fall (nacido en Holleschau) y Lilian Barta-Fall de Merlo (nacida en Londres), que vive en México DF.

## Obras

### Musicales
- 1909: Goldreifchen, cuento de hadas en 3 actos. Libreto: Paul Wertheimer y Mia Ewers. Viena: UA
- 1911: Das Damenparadies, opereta en un acto. Libreto: Julius Brammer y Alfred Grünwald. Viena: UA
- 1912: Wiener Fratz, opereta en un acto. Libreto: Ernst Klein y M. A. Weikone. Viena: UA
- 1912: Arms and the Girl, opereta en dos escenas. Libreto: Austen Hurgon. Londres: UA
- 1913: Leute vom Stand, opereta en un acto. Libreto: Robert Bodanzky y Fritz Grünbaum. Viena: UA
- 1915: Der Weltenbummler, opereta en una escena y dos actos. Libreto: Fritz Löhner-Beda y Karl Lindau. UA Berlín: UA
- 1917: Die Dame von Welt, opereta en tres actos. Libreto: Fritz Löhner-Beda y Hans Kottow. Viena: UA
- 1917: Die Puppenbaronessen, ópera en dos actos. Libreto: Alexander Engel y Fritz Grünbaum. Viena: UA
- 1920: Großstadtmärchen, opereta en tres actos. Libreto: Bruno Hardt-Warden y Erwin Weill. Viena: UA
- 1921: Im Alpenhotel, opereta en un acto. Libreto: Julius Horst y Ernst Wengraf. Viena: UA
- 1922: Der geizige Verschwender, opereta-comedia en 3 actos. Libreto: Richard Kessler y Arthur Rebner. Berlín: UA
- 1925: Apollo? Nur Apollo!, teatro de revistas en 18 fotos (junto con otros compositores). Libreto: Fritz Grünbaum, Wilhelm Sterk y Fritz Löhner-Beda. Viena: UA
- 1927: Hallo! Hier Grünbaum!, teatro de revistas; letra: Fritz Grünbaum. Viena: UA

### Canciones y cuplés
- Liebesdunkelkammer.
- O Katharina; letra: L. Wolfe Gilbert.
- In Nischni-Nowgorod (blues), letra: Fritz Löhner-Beda, Wiener Bohème.
- Riecke.
- 1912: Och! Ave! Mr. Sodier Man (canción escocesa); letra: A. Hurgon, London: Schott.
- 1912: Playing at love (dueto), letra: A. Hurgon, London: Schott.
- 1923: Junger Mann; letra: Arthur Rebner. Nueva York: Gabor Steiner.
- 1923: Wenn man’s noch nie gemacht (foxtrot); letra: Arthur Rebner. Nueva York: Gabor Steiner
- 1925: Ich spiel’ auf der Harmonika, letra: Fritz Löhner-Beda, Wien: Wiener Boheme Verlag.
- 1925: Meine Tante, deine Tante (one-step); letra: Fritz Löhner-Beda. Viena: Wiener Bohême.
- 1925: Was machst du mit dem Knie, lieber Hans? (pasodoble); letra: Fritz Löhner-Beda. Viena: Wiener Bohême.
- 1926: Wo sind deine Haare, August?, letra: Fritz Löhner-Beda.
- 1927: Liebe Katharina, komm zu mir nach China! (canción y foxtrot); letra: Fritz Löhner-Beda. Viena: Wiener Bohême.
- Wo sind deine Haare, August? (foxtrot); letra: Fritz Löhner-Beda
- 1932: Das ist das Herz von an unechten Wiener.
- 1932: Ja der H immel über Wien, letra: Karl Farka. Viena: Wiener Boheme Verlag.
- Im roten Hirschen (canción vienesa, op. 351); letra: A. Rebner.

### Música para cine[7]
- 1929: Melodie des Herzens o Melody of the heart (música adicional), Estados Unidos.
- 1930: Man trouble (sin acreditar).
- 1930: Liliom, de Frank Borzage, para la Fox Film Corp.
- 1930: Princess and the plumber (sin acreditar).
- 1931: East Lynne o Vidas truncadas (sin acreditar), de Frank Lloyd, para la Fox.
- 1931: Their mad moment (sin acreditar).
- 1931: Merely Mary Ann, de Henry King, para la Fox Film Corp.
- 1932: Sehnsucht 202 o Ja, der Himmel über Wien, o Yearning 202, de Max Neufeld, Alemania
- 1932: Une jeune fille et un million o A girl and a million, de Max Neufeld y Fred Ellis, Alemania.